# Katedrála svatého Františka Xaverského (Grodno)
Katedrála svatého Františka Xaverského (bělorusky: Кафедральны касцёл Святога Францішка Ксаверыя) je římskokatolická barokní katedrála v běloruském městě Grodno. Stavba začala roku 1678 a skončila roku 1683. Původně šlo o jezuitský kostel při klášteru. V roce 1705 byl zasvěcen svatému Františku Xaverskému biskupem Teodorem Potockim. Ceremoniálu se zúčastnili ruský car Petr Veliký a polský král August II. Silný. S šedesáti metry na délku a třiceti metry na šířku se chrám stal jedním z největších barokních v Evropě. V průběhu 18. století jezuité ozdobili katedrálu freskami a oltáři, retábl pak byl vyzdoben více než 70 plastikami vysoké umělecké hodnoty. Klášter byl zrušen v roce 1773 a kostel se stal farním. V roce 1960 byl oficiálně uzavřen pro veřejné bohoslužby. Sovětské úřady se pokusily budovu přestavět na muzeum nebo koncertní síň. Přesto lidé chodili každou neděli do kostela ke společné modlitbě. Bohoslužby byly obnoveny v roce 1987. V roce 1990 byl kostelu udělen titul basilika minor (jako jednomu ze tří v Bělorusku) a o rok později se stal katedrálou pro nově založenou hrodenskou diecézi.

### Reference

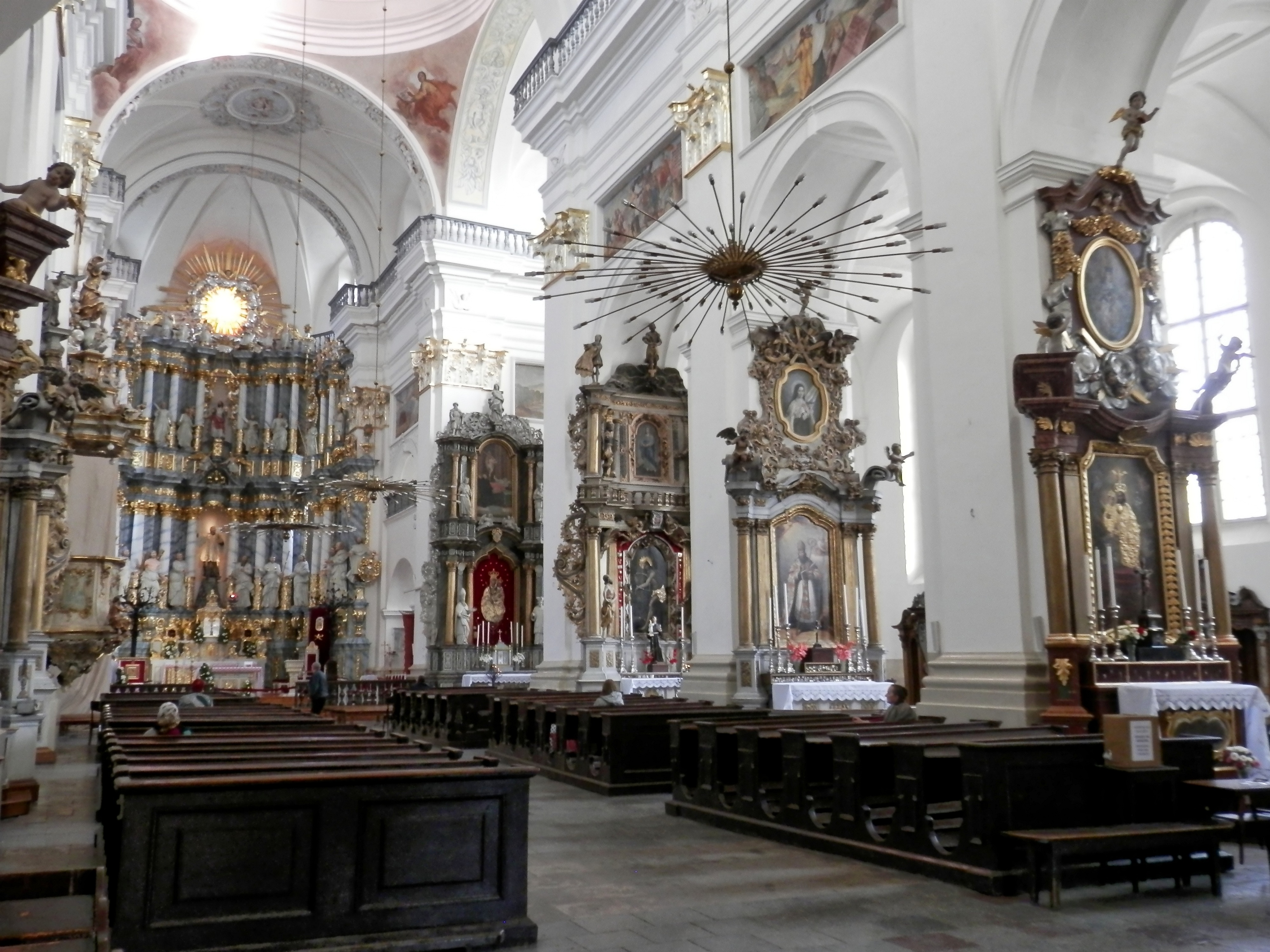
Interiér katedrály